# 동시 네트워크
동시 네트워크(이하 전국 방송망)는 방송 프로그램을 전국적으로 산재되어 있는 지역 방송국(KBS 지역국, 지역 단위 MBC 계열사, 9개 지역 민방 네트워크 등)에서 동일한 시간대에 프로그램 제작국(KBS 여의도 본사, MBC 상암동 본사, SBS 목동 본사)과 같은 내용을 전국적으로 일제히 동시 송출하는 것을 의미한다.

## 개요
프로그램 제작국(이하 키국)인 KBS 여의도 본사를 비롯한, MBC 상암동 본사에서 제작한 프로그램을 전국적으로 일제히 송출하므로, 전국적으로 산재되어 있는 9개 지역 민방 네트워크의 경우, 프로그램 제작국(키국)인 SBS 목동 본사에서 제작한 일부 프로그램을 릴레이 송출하고 있지만, 2020년 9월 15일부터, KBS(한국방송공사)의 정책에 따라, 프로그램 제작국(키국)인 서울 여의도 본사에서 송출되는 KBS 2TV는 부산울산경남권(부산·창원총국 및 울산국), 대구경북권(대구총국), 충청권(대전 및 청주총국), 광주전남권(광주총국), 전북권(전주총국), 강원권(춘천총국), 제주권(제주총국)으로 축소되며 부산과 경남 일부(양산시 등)는 부산 KBS2를, 경남권(양산시 제외)은 창원 KBS2를, 대구경북권은 대구 KBS2를, 광주·전남권은 광주 KBS2를, 대전·세종·충남권은 대전 KBS2를, 전국 각 지역에 산재되어 있는 지역총국으로 적용받아 송출한다.
더욱이, 라디오 채널인 극동방송은, 각 지역별로 100% 자체 방송 프로그램을 중점적으로 송출하고 있고, 동양방송 부산지국의 경우, 1980년 11월 30일까지만 해도 KBS부산방송총국으로 인수 합병 이전에, '쇼쇼쇼' 등의 동양방송의 서울본사(키국) 프로그램은 항공이나 철도(육로)로 우송하여 일주일 늦게 방송되어, 지역 방송의 독립성 강화에 한 몫을 하였다.